# Calvin Mark Lee
Pour les articles homonymes, voir Mark Lee (homonymie).
Calvin Mark Lee est un producteur de musique et pharmacologue sino-américain originaire de Californie, né en 1936 et mort le 4 mars 2022[source insuffisante]. Ami de David Bowie, il est un des artisans du début de la carrière du chanteur-compositeur-interprète.

## David Bowie
Calvin Mark Lee est originaire d'une famille sino-américaine, de San Francisco. Il naît en 1936 et grandit en Californie. Après une thèse de pharmacologie, obtenue à l’université Yale il complète ses études au Chelsea College de Londres, où il arrive en mai 1963. Il se passionne rapidement pour la scène rock qui bouillonne alors, les Rolling Stones, les Yardbirds, etc. Il collectionne notamment les photos des artistes qu'il prend lui-même, parfois des nus. Calvin porte alors de longs cheveux, des bijoux et de vêtements raffinés de style hippie. 
À la fin des années 1960, il travaille à Londres pour Mercury Records, en tant que Artists & Repertoire ou directeur artistique adjoint. Il y fait en 1967 la connaissance de David Bowie, encore inconnu. Bisexuel, très séduisant,  Calvin entame une liaison avec lui (Bowie vit encore à l'époque avec Hermione Farthingale aux dires de Lee,, puis avec Mary Finningan). Il entretient en parallèle des relations sexuelles avec une jeune américaine, Angela Barnett, et présente ainsi Bowie à sa future première épouse le 14 septembre 1968 après un concert de Turquoise au Roundhouse : dans plusieurs interviews, Bowie expliquera ainsi avoir rencontré Angie alors qu'« [ils] bais[aient] tous deux avec le même homme ».
Lorsque début 1970 Hermione Farthingale rentre à Londres, après qu'elle a quitté Bowie et passé près d'une année en Norvège et à New York, c'est Calvin Mark Lee qui lui fait découvrir le titre Letter to Hermione que Bowie a écrit pour tenter de la reconquérir.
Poussé par Angela, Calvin s'attache à promouvoir Bowie au sein de Mercury Records. Au printemps 1969, il fait enregistrer à Bowie et son ami John Hutchinson une première version d'une dizaine de titres, destinée à convaincre Mercury Records ; cette compilation sera publiée en 2019 par Parlophone sous le nom de 'Mercury' Demos.  Il obtient finalement la signature d'un contrat entre le label et son ami pour produire et diffuser son album Space Oddity, dont il conçoit lui-même l’illustration de la pochette, superposant un portrait du chanteur à un tableau de Vasarely. Pour financer l'enregistrement, il aurait d’ailleurs vendu quelques toiles de Vasarely qu'il collectionnait.
Calvin Mark Lee ornait souvent son front d'un bijou rond réfléchissant en forme de diamant ou d’un dessin de disques rouges et argentés, qui auraient inspiré à Bowie le maquillage discoïde qu'arbore Ziggy Stardust dans ses derniers concerts. Alors connus sous le nom de love jewels,, ces motifs étaient considérés comme un signe de reconnaissance gay.

## Vie ultérieure
Leurs routes se séparent en 1973. Calvin Mark Lee rentre en Californie et se consacre à la pharmacologie. Installé à Los Angeles, il meurt en mars 2022.